# L'Âme du mal (téléfilm)
L'Âme du mal est un téléfilm français réalisé par Jérôme Foulon et diffusé le 15 novembre 2011 sur TF1. Adapté du roman de Maxime Chattam du même nom.

## Synopsis
Léo Brolin, brillant capitaine de la police judiciaire de Grenoble est sur les traces d'un tueur en série surnommé "Le bourreau du Vercors", qui tranche les membres de ses victimes, des femmes de trente ans. Ce monstre met en scène ses cadavres en suivant un dessein diabolique hallucinant qu'il signe toujours de la même brûlure à l'acide sur le front des victimes.

## Fiche technique
- Scénario : Maxime Chattam, Jérôme Foulon, Jackye Fryszman
- Photographie : Valery Martynov
- Musique : Béatrice Thiriet et Sébastien Bonneau
- Durée : 120 min
- Pays :  France

## Distribution
- Rachida Brakni : Marion Lanski
- Bruno Putzulu : Léo Brolin
- Mathias Mlekuz : Charly Salengro
- Patrick Descamps : Pierre Beaumont
- Samuel Labarthe : Marco Deseo
- Frédérique Bel : Iris
- Gilles Arbona : Chamberlin
- Yvon Martin : David Brolin
- Julien Baumgartner : Romain / Rémy Beaumont
- Nadia Fossier : Mélanie Arnaud
- Alain Blazquez : le père abbé
- Francine Lorin-Blazquez : La procureur
- John Rendu : le scientifique qui met de la poudre bleu dans un tube avec de l’eau